# María Luz Noguer Rodríguez
María Luz Noguer Rodríguez (2 de febrer de 1920 - València, 11 d'agost de 2005) fou una mestra, simpatitzant del Partit Comunista.

## Biografia
Son pare, Augusto Noguer, era metge, fill i net de metges. A la Facultat de Medicina de Madrid va evolucionar cap a un laïcisme que el va portar a militar en el Partit Radical Socialista. Residiren a Hormigos fins que trobà treball i plaça a Madrid. M. Luz va iniciar els estudis a la Institució Lliure d'Ensenyament i ben aviat va passar a l'Institut-Escola per a fer el batxiller. Donaven les classes als altres de l'Hipòdrom que més tard seria la Residència d'Estudiants. Va formar part del grup que dirigia Manuel de Terán, gran geògraf i pedagog. Sa mare portava una vida cultural molt activa. Un amic els va regalar un llibre de Bernard Shaw, el títol aproximat del cual era Iniciació en el marxisme i el capitalisme per a la dona intel·ligent. A judici de Juan José Estellés, marit de M. Luz, aquesta lectura fou la que portà tota la família al partit comunista.
Quan començà la Guerra Civil, tota la família es va traslladar a València. M. Luz, a banda dels estudis, es va col·locar en un organisme dedicat a traduir i a publicar propaganda política i bèl·lica. Ara és quan la seua activitat política comença realment. El pare va ingressar en l'exèrcit com a metge i la mare es va dedicar a organitzar serveis d'atenció a la infància, mentre ella entrà com a secretària de Sócrates Gómez en el comissariat de guerra. Quan la guerra finalitzà, Augusto Noguer anà a la presó, mentre que la seua dona i la filla es refugiaren a Màlaga amb la família. Després d'algunes peripècies, M. Luz filla va aconseguir revalidar part del batxiller republicà i va obtenir el títol de magisteri. El pare va eixir de la presó i es reuniren a Barcelona. M. Luz va donar classes en un convent de monges de Terrassa i finalment es va posar com a secretària en una empresa de venda i exportació de teles catalanes al Marroc. Es casaren un any després que el seu marit acabara la carrera de medicina i vingueren a València «l'endemà». Durant la postguerra, es va posar a treballar com a mestra en l'acadèmia del germà d'un amic, José Soriano, que per cert fou el recurs per a molts joves que havien pertanyut a la FUE i no van aconseguir estudiar. Ella ho deixà algun temps després. El 1953 va nàixer el primer fill, Juan Augusto, i dos anys més tard, Ricardo. La mare s'hi dedicà plenament. Quan passaren al batxiller a l'Institut Lluís Vives, va tenir més temps i la seua iniciativa trobà un nou camp d'acció.
Va llegir i comentar els autors existencialistes, Jean-Paul Sartre, Simone de Beauvoir o Albert Camus, però incapaç de guardar els coneixements per a ella mateixa, va donar conferències com «Homenatge a Sartre» i va tractar de compartir amb la resta els seus pensaments i les reflexions progressistes. A partir de la transició va reingressar en el Partit Comunista i pels anys setanta, una dona que tenia la vida folgada i una gran capacitat intel·lectual, va tractar de comunicar la seua visió a una societat cada vegada més adotzenada i adoctrinada. Es recorda la seua conferència sobre «La Institució Lliure d'Ensenyament», en un cicle organitzat per la Reial Societat Econòmica d'Amics del País. Va posar en marxa una tenda de joguets en relació amb una fàbrica de Barcelona, però no es tractava només de guanyar diners, els joguets tenien un sentit didàctic i no en va s'anomenà DIDO. Quan va tancar la tenda, inicià una progressiva limitació de la seua activitat. Morí a l'Hospital 9 d'octubre l'11 d'agost de 2005.